# كاين (برنامج)
كاين (أو Cain) و أبل (أو Abel) عبارة عن أداة مجانية لاستعادة كلمة المرور تشتغل تحت نظام ويندوز. تسمح باستعادة مختلف أنواع كلمات السر وذلك عبر التصنت على الشبكة، تساعد على كسر كلمات المرور تجزئتها باستخدام هجمات القاموس، أو بحث شامل من خلال جداول قوس قزح. البرنامج لايعتبر مفتوح المصدر.

## استخدام
يمكن أن يكون البرنامج مفيدا لمديري الأنظمة المعلوماتية ومديري الشبكات الذين يرغبون في رفع مستوى الأمن. يسمح لهم كاين من التحقق مما إذا كانت كلمات المرور المختارة من قبل المستخدمين قوية بما فيه الكفاية ضد الهجمات المختلفة الممكنة، وإصدار إرشادات السلامة عند الضرورة. أيضا يعتبر أداة تعليمية مفيدة للمهتمين بمجال الأمن المعلوماتي والتشفير.

### وصلات داخلية
- التشفير
- أمن الحاسوب
- أمن المعلومات

### وصلات خارجية
- يمكن تنزيل كاين من هذه الصفحة